# Prix Gémeaux du meilleur magazine de services
Le prix Gémeaux du meilleur magazine de services est une récompense télévisuelle remise par l'Académie canadienne du cinéma et de la télévision entre 2001 et 2004, puis en 2009.

## Lauréats
- 2001 - Les pieds dans les plats
- 2002 - Les pieds dans les plats
- 2003 - À la di Stasio
- 2004 - À la di Stasio
- 2009 - Salut Bonjour